# إعجاز أحمد
 إعجاز أحمد منظر أدبي ماركسي ومعلق سياسي عاش في الهند.
ولد في ولاية أتر برديش الهندية قبل حصولها على الاستقلال عن الاحتلال البريطاني، ثم هاجر إلى باكستان مع والديه بعد التقسيم. عمل بعد إنهاء الدراسة في جامعات أمريكية وكندية. لاحقًا عمل أستاذًا زميلًا في مركز الدراسات المعاصرة، ومتحف ومكتبة نهرو في نيودلهي كما عمل أستاذًا زائرًا للعلوم السياسية في جامعة يورك في تورنتو.